# Eria bifalcis
Eria bifalcis är en orkidéart som beskrevs av John Lindley. Eria bifalcis ingår i släktet Eria och familjen orkidéer. Inga underarter finns listade i Catalogue of Life.